# Agrostophyllum dischorense
Agrostophyllum dischorense är en orkidéart som beskrevs av Rudolf Schlechter. Agrostophyllum dischorense ingår i släktet Agrostophyllum och familjen orkidéer. Inga underarter finns listade i Catalogue of Life.